# 비에트 정리
대수학에서 비에트 정리(영어: Viète’s theorem) 또는 근과 계수와의 관계는 다항 방정식의 근에 대한 기본 대칭 다항식과 다항 방정식의 계수 사이의 관계를 나타내는 일련의 공식이다. 16세기 프랑스의 수학자 프랑수아 비에트에 의해 공식이 증명되었다.

## 정의
음이 아닌 정수 {\displaystyle n}에 대하여, {\displaystyle n}차 복소수 다항식
{\displaystyle p(x)=a_{n}x^{n}+\cdots +a_{1}x+a_{0}\in \mathbb {C} [x]\qquad (a_{i}\in \mathbb {C} ,\;a_{n}\neq 0)}
이 주어졌다고 하자. 대수학의 기본 정리에 따라, 이는 (중복도를 감안하면) {\displaystyle n}개의 영점 {\displaystyle x_{1},\dots ,x_{n}\in \mathbb {C} }를 갖는다. 비에트 정리에 따르면, 각 {\displaystyle k\in \{1,\dots ,n\}}에 대하여, 영점 {\displaystyle x_{1},\dots ,x_{n}}을 {\displaystyle k}차 기본 대칭 다항식에 대입한 값은 {\displaystyle (-1)^{k}a_{n-k}/a_{n}}과 같다.
{\displaystyle \sum _{i\in \{1,\dots ,n\}^{k}}^{i_{1}<i_{2}<\cdots <i_{k}}x_{i_{1}}x_{i_{2}}\cdots x_{i_{k}}=(-1)^{k}{\frac {a_{n-k}}{a_{n}}}}
즉, 다음 {\displaystyle n}개의 등식이 성립한다.
{\displaystyle x_{1}+x_{2}+\cdots +x_{n}=-{\frac {a_{n-1}}{a_{n}}}}
{\displaystyle x_{1}x_{2}+x_{1}x_{3}+\cdots +x_{n-1}x_{n}={\frac {a_{n-2}}{a_{n}}}}
{\displaystyle \vdots }
{\displaystyle (x_{1}\cdots x_{n-1})+(x_{1}\cdots x_{n-2}x_{n})+\cdots +(x_{2}\cdots x_{n})=(-1)^{n-1}{\frac {a_{1}}{a_{n}}}}
{\displaystyle x_{1}x_{2}\cdots x_{n}=(-1)^{n}{\frac {a_{0}}{a_{n}}}}

## 증명
다음 등식 양끝의 다항식의 각 {\displaystyle x^{k}}의 계수를 비교하면 비에트 정리를 얻는다.
{\displaystyle {\begin{aligned}&a_{n}x^{n}+a_{n-1}x^{n-1}+\cdots +a_{0}\\={}&p(x)\\={}&a_{n}(x-x_{1})\cdots (x-x_{n})\\={}&a_{n}(x^{n}-(x_{1}+\cdots +x_{n})x^{n-1}+\cdots +(-1)^{n}x_{1}\cdots x_{n})\end{aligned}}}

## 예

### 일차 방정식
(일차항 계수가 0이 아닌) 복소수 계수 일차 방정식
{\displaystyle ax+b=0}
은 유일한 복소수 해
{\displaystyle x_{1}=-{\frac {b}{a}}}
를 가진다. 이 경우 비에트 정리는 위 등식과 일치한다.

### 이차 방정식
(이차항 계수가 0이 아닌) 복소수 계수 이차 방정식
{\displaystyle ax^{2}+bx+c=0}
의 (중복도를 감안한) 복소수 근을 {\displaystyle x_{1},x_{2}}라고 하자. 이 경우 비에트 정리는 다음과 같다.
{\displaystyle x_{1}+x_{2}=-{\frac {b}{a}}}
{\displaystyle x_{1}x_{2}={\frac {c}{a}}}

### 삼차 방정식
(삼차항 계수가 0이 아닌) 복소수 계수 삼차 방정식
{\displaystyle ax^{3}+bx^{2}+cx+d=0}
의 (중복도를 감안한) 복소수 근을 {\displaystyle x_{1},x_{2},x_{3}}이라고 하자. 이 경우 비에트 정리는 다음과 같다.
{\displaystyle x_{1}+x_{2}+x_{3}=-{\frac {b}{a}}}
{\displaystyle x_{1}x_{2}+x_{1}x_{3}+x_{2}x_{3}={\frac {c}{a}}}
{\displaystyle x_{1}x_{2}x_{3}=-{\frac {d}{a}}}

### 사차 방정식
(사차항 계수가 0이 아닌) 복소수 계수 사차 방정식
{\displaystyle ax^{4}+bx^{3}+cx^{2}+dx+e=0}
의 (중복도를 감안한) 복소수 근을 {\displaystyle x_{1},x_{2},x_{3},x_{4}}라고 하자. 이 경우 비에트 정리는 다음과 같다.
{\displaystyle x_{1}+x_{2}+x_{3}+x_{4}=-{\frac {b}{a}}}
{\displaystyle x_{1}x_{2}+x_{1}x_{3}+x_{1}x_{4}+x_{2}x_{3}+x_{2}x_{4}+x_{3}x_{4}={\frac {c}{a}}}
{\displaystyle x_{1}x_{2}x_{3}+x_{1}x_{2}x_{4}+x_{1}x_{3}x_{4}+x_{2}x_{3}x_{4}=-{\frac {d}{a}}}
{\displaystyle x_{1}x_{2}x_{3}x_{4}={\frac {e}{a}}}

## 역사
프랑수아 비에트가 양의 근에 대하여 증명하였다. 알베르 지라르(프랑스어: Albert Girard)가 일반적인 경우를 증명하였다.

## 같이 보기
- 데카르트 부호 법칙
- 뉴턴 항등식
- 가우스-뤼카 정리
- 유리근 정리
- 대칭 다항식